# 2011 год в Сербии
2011 год в Сербии — хронологический список событий 2011 года, которые оставили заметный след в истории Сербии и в жизни её граждан.

## Январь
- 19 января — Европарламент ратифицировал документ, открывающий Сербии путь к вступлению в ЕС [1].

## Март
- 9 марта — Косово и Сербия в Брюсселе начали прямые переговоры[2].